# Enicospilus faciator
Enicospilus faciator är en stekelart som beskrevs av Per Abraham Roman 1938. Enicospilus faciator ingår i släktet Enicospilus och familjen brokparasitsteklar. Inga underarter finns listade i Catalogue of Life.